# 米面蓊
米面蓊（学名：Buckleya lanceolata），为檀香科米面蓊属下的一个植物种。